# Telephos Euergetes
Telephos Euergetes (tiếng Hy Lạp: Τήλεφος ὁ Εὐεργέτης, Euergetes có nghĩa là "Người bảo trợ") là một vị vua Ấn-Hy Lạp thời kỳ cuối, ông dường như đã là một trong những vị vua kế vị yếu kém và ngắn ngủi của Maues. Bopearachchi xác định niên đại của Telephos là vào khoảng từ năm 75-70 TCN và cho rằng ông đã cai trị ở Gandhara, Senior xác định niên đại của ông là vào khoảng năm 60 TCN và cho rằng ông đã cai trị ở một số khu vực của Pushkalavati hoặc thậm chí xa hơn về phía tây.
Chúng ta không biết được gì về những mối quan hệ triều đại của ông. Những đồng xu ít ỏi của ông khá là đặc biệt và không có bất cứ đồng xu nào trong số đó khắc họa chân dung của ông, một điều hiếm khi xảy ra đối với những đồng tiền xu Ấn -Hy Lạp. Bất chấp việc ông có một cái tên Hy Lạp, Telephos có thể là một vị vua có gốc gác Saka. 

## Tiền xu của Telephos
Những đồng tiền xu bằng bạc của Telephos rất hiếm và chủ yếu là đồng drachm; ngoài ra cũng chỉ có thêm một vài đồng tetradrachm. 